# 세종특별자치시의 버스전용차로
세종특별자치시의 버스전용차로는 세종특별자치시에서 지정해 관리하고 있는 버스전용차로를 말한다.
2012년 9월 18일에 세종로, 세종오송로(지방도 제504호선), 한누리대로 3개 구간 총 23.48km 구간이 중앙버스전용차로로 최초로 지정되었다.

## 연혁
- 2012년 9월 18일 : 세종로 (대평동 ~ 금남면 두만리) 5.39km 구간, 세종오송로 (구 지방도 제604호선, 연동면 문주리 ~ 예양리) 5.19km 구간, 한누리대로 (대평동 ~ 연동면 용호리) 12.9km 구간에 중앙버스전용차로 지정[1]
- 2016년 7월 20일 : 한누리대로 22.9km 전 구간에 간선급행버스 전용도로(BRT) 신설[2], 소담로 (소담동 ~ 구즉세종로 직결) 970m 구간, 구즉세종로 (소담동 ~ 금남면 달전리) 4.9km 구간에 중앙버스전용차로 지정[3]

## 운영 구간
| 도로명                           | 구간                   | 구간                   | 연장   | 지정일          | 해제일 | 운영방법      | 비고                           |
| 도로명                           | 시점                   | 종점                   | 연장   | 지정일          | 해제일 | 운영방법      | 비고                           |
| -------------------------------- | ---------------------- | ---------------------- | ------ | --------------- | ------ | ------------- | ------------------------------ |
| 세종로                           | 대평동                 | 금남면 두만리          | 5.39km | 2012년 9월 18일 |        | 24시간 전일제 | 중앙버스전용차로               |
| 세종오송로 (구 지방도 제604호선) | 연동면 문주리          | 연동면 예양리          | 5.19km | 2012년 9월 18일 |        | 24시간 전일제 | 중앙버스전용차로               |
| 한누리대로                       | 세종고속시외버스터미널 | 세종고속시외버스터미널 | 22.9km | 2016년 7월 20일 |        | 24시간 전일제 | 중앙버스전용차로 세종 BRT 전용 |
| 소담로                           | 소담동                 | 소담동                 | 970m   | 2016년 7월 20일 |        | 24시간 전일제 | 중앙버스전용차로               |
| 구즉세종로                       | 소담동                 | 금남면 달전리          | 4.9km  | 2016년 7월 20일 |        | 24시간 전일제 | 중앙버스전용차로               |

## 운영방법
중앙버스전용차로 구간은 24시간 전일제로 운영된다.

## 같이 보기
- 세종축 간선급행버스체계